# Манда (мандеизм)
В мандеизме манда — концепция гнозиса или духовного знания. Мандеи подчёркивают спасение души через тайное знание (гнозис) о её божественном происхождении. Мандеизм «даёт знание о том, откуда мы пришли и куда идём»:531.

## Этимология
На основе родственных слов в других арамейских диалектах семитологи, такие как Марк Лидзбарский и Рудольф Макух, перевели термин манда как «знание» (ср. имперский арамейский: מַנְדַּע mandaʻ в Дан. 2:21, 4:31, 33, 5:12; ср. иврит: מַדַּע maddaʻ, с характерной ассимиляцией /n/ к следующему согласному, медиальному -nd-, отсюда становится -dd-). В своём справочнике по мандейскому языку 1965 года Рудольф Макух предполагает, что из-за особого религиозного использования этого слова было добавлено -n-, чтобы сделать его уникальным среди других слов с тем же корнем.

## Производные термины
Мандеизм («обладание знанием») происходит от мандейского слова manda, что означает «знание»:15. Мандейские священники формально называют себя Насурайя (Назорейцы), что означает хранители или обладатели тайных обрядов и знаний.
Мандейя (Mandaia, с мандейского «Гностик, Знающий, Просветлённый»; множественное число: Мандайя Mandaiia) — это мандейский термин, который относится к мандейскому мирянину, в отличие от Насурайи (мандейского священника):116.
Бет манда (бейт манда, бит манда, «дом знаний»), также называемый манди, представляет собой мандейское здание, которое служит общественным центром и местом поклонения.
Имя утры Манда д-Хайи буквально означает манда (гнозис) Хайи Рабби («Жизнь»). Манда д-Хайи считается самой важной утрой, поскольку именно он приносит манду (знание или гнозис) на Землю (Тибил).